# Malaussanne
Malaussanne é uma comuna francesa na região administrativa da Nova Aquitânia, no departamento dos Pirenéus Atlânticos. Estende-se por uma área de 17,7 km². Em 2010 a comuna tinha 419 habitantes (densidade: 23,7 hab./km²).